# Бардо (Атлантски Пиринеји)
Бардо (фр. Bardos) насеље је и општина у југозападној Француској у региону Аквитанија, у департману Атлантски Пиринеји која припада префектури Бајон.
По подацима из 2011. године у општини је живело 1621 становника, а густина насељености је износила 38,11 становника/km². Општина се простире на површини од 43 km². Налази се на средњој надморској висини од 180 метара (максималној 183 m, а минималној 0 m).

## Демографија
| 1962. | 1968. | 1975. | 1982. | 1990. | 1999. | 2011. |
| ----- | ----- | ----- | ----- | ----- | ----- | ----- |
| 1.091 | 1.031 | 1.005 | 1.093 | 1.188 | 1.271 | 1.621 |

График промене броја становника у току последњих година